# Yaylabaşı, Mardin
Yaylabaşı là một xã thuộc huyện Mardin, tỉnh Mardin, Thổ Nhĩ Kỳ. Dân số thời điểm năm 2010 là 411 người.